# Boost (film, 2017)
Pour les articles homonymes, voir Boost.
Pour plus de détails, voir Fiche technique et Distribution.
Boost est un film américain, réalisé par Nathan Gabaeff, sorti en 2017.

## Synopsis
Un homme déniche un paquet dans un coffre de voiture.

## Fiche technique
- Titre : Boost
- Réalisation : Nathan Gabaeff
- Scénario : Nathan Gabaeff
- Production :
- Musique : Spencer Brock
Nathan Gabaeff
- Photographie : Pawel Pogorzelski
- Montage : Kevin Daly
Levi Holiman
- Société de production :
- Société de distribution :
- Budget :
- Box-office :
- Pays d'origine :  États-Unis
- Langue : anglais
- Format :
- Genre : Drame et action
- Durée : 95 minutes
- Dates de sortie : 2017 aux USA

## Distribution
- Danny Trejo : Roy Casares
- Danay Garcia : Shereen Montes
- Trent Garrett : Austin Banks
- Rob Nagle : Lorenzo Champs
- Jonathan LaVallee : Clyde Harris
- Erin Evans : Crystal Heeder
- Dean Springs : Lou